# Hotel Palace (Košice)
Hotel Palace (maďarsky Palace szálloda) je funkcionalistická budova v Košicích, stojící na Štefánikově ulici. Jako hotel není od 70. let 20. století užívána.

## Dějiny
Budova byla vyprojektována a vystavěna pod dohledem architekta Ondreje Resatka v letech 1936 a 1937. Prvním majitelem budovy byl autorův zeť, hoteliér Robert Schmiedl.
Po druhé světové válce byl hotel znárodněn, ale sloužil návštěvníkům Košic jako ubytovací kapacita až do 70. let 20. století. Poté sem byly nastěhovány kanceláře národního podniku Prefa. Kanceláře jsou v budově dodnes, v letech 2006 až 2008 prošla rekonstrukcí a její zadní trakty byly rozšířeny o obytné prostory.
V roce 1982 byla budova prohlášena za kulturní památku a později překlasifikována na národní kulturní památku SR.

## Budova
Architekt Ondrej Resatkó tuto budovu navrhl jako pětipodlažní, s výraznými funkcionalistickými znaky, z nichž nejzřejmější je částečně vysunutá hmota nad vchodem a na ní okenní otvory řazené do tří vertikálních pásů. Hotel měl komfortní vybavení, byl dokonce prvním hotelem ve městě, který měl výtah. V každé z pokojů byl zaveden telefon. Mimo hotelové části byla v prostorách nynějšího polyfunkčního centra jídelna s uznávanou kuchyní, pivnice a v letním období zahradní restaurace.